# Cissachroa callischema
Cissachroa callischema är en fjärilsart som beskrevs av Turner 1937. Cissachroa callischema ingår i släktet Cissachroa och familjen Crambidae. Inga underarter finns listade i Catalogue of Life.